# مایکل کارتر (دوچرخه‌سوار)
مایکل کارتر (انگلیسی: Michael Carter؛ زادهٔ ۳ مارس ۱۹۶۳) دوچرخه‌سوار اهل ایالات متحده آمریکا است. وی در مسابقات تور دو فرانس شرکت کرده است.